# Токарева, Тамара Петровна
Тамара Петровна Токарева (19 февраля 1940, Тырныауз, Кабардино-Балкарская АССР, РСФСР, СССР — 29 января 2007, Екатеринбург, Россия) — советский и российский политический деятель, депутат Свердловского областного Совета народных депутатов, депутат Государственной Думы ФС РФ первого созыва (1993—1995), депутат Областной думы Законодательного собрания Свердловской области (1996—2000).

## Биография
В 1964 году получила высшее юридическое образование в Московском государственном университете.
До 1990 года работала адвокатом в сельском районе, на заводе крупнопанельного домостроения, в Свердловском институте народного хозяйства, юристом Свердловского областного Совета народных депутатов.
В 1990 году избрана депутатом Свердловского областного Совета народных депутатов, являлась председателем земельной комиссии.
В 1993 году избрана депутатом Государственной думы Федерального Собрания Российской Федерации первого созыва от Артёмовского одномандатного избирательного округа № 160 (Свердловская область). В Государственной думе была членом комитета по аграрным вопросам, входила во фракцию Аграрной партии России.
С 1996 по 2000 год была депутатом Областной думы Законодательного собрания Свердловской области, входила в комитет по аграрной политике, природопользованию и охране окружающей среды.
Умерла 29 января 2007 года в Екатеринбурге. Похоронена на Широкореченском кладбище.